# Chicken Invaders
Chicken Invaders este o serie de jocuri video shoot 'em up creată de dezvoltatorul grec independent Konstantinos Prouskas. Cu lansarea primului joc Chicken Invaders în 1999, jocurile sunt una din cele mai lungi serii de jocuri video dezvoltate în Grecia. Toate cele șase jocuri principale din serie au fost dezvoltate de  InterAction studios al lui Prouskas și au fost lansate pentru platformele Microsoft Windows, OS X, Linux, iOS, Windows Phone și Android.
Tema principală a jocurilor este o bătălie între o singură navă spațială de luptă și o rasă avansată tehnologic de găini din spațiu cu intenția de a subjuga (și mai tărziu a distruge) Pământul. Jocurile folosesc foarte des umor, mai ales în forma de parodii a Galaxian, Războiul Stelelor, Space Invaders și Star Trek.

## Chicken Invaders
Chicken Invaders a fost lansat în 1999 și este primul joc din serie. Scopul este de a împușca găini extraterestre care atacă Pământul. De asemenea, există și nivele cu asteroizi. Jucătorul controlează o navă spațială mișcându-se la stânga și la dreapta, trăgând în găini cu o armă verde. Când o găină este împușcată, un copan va apărea, iar jucătorul trebuie să colecteze cât mai multe pentru a obține rachete, care sunt mai puternice decât arma obișnuită și sunt limitate. De asemenea, jucătorul va trebui să colecteze cadouri verzi pentru a-și îmbunătăți arma. La finalul rundei, apare un inamic șef care este mai greu de învins. Inițial, gameplay-ul nu a fost prea complex. Se poate trișa în acest joc cu ajutorul anumitor taste.
Jocul este singurul lansat doar pe Microsoft Windows si vine doar in versiunea originala. 
Jocul poate fii descărcat gratuit de pe site-ul oficial 

## Chicken Invaders: The Next Wave
Al doilea joc din serie, Chicken Invaders: The Next Wave, a fost lansat în 2002. Găinile se întorc și atacă Sistemul Solar. Jocul are încă două arme - Laser Cannon și Neutron Gun, arma precedentă fiind Ion Blaster care era verde, dar acum este roșie. Armele sunt sub formă de cadouri care au aceeași culoare ca și arma. Un nou bonus este introdus care are trei culori - roșu, verde și galben, care îmbunătățește arma jucătorului. De această dată, jucătorul se poate mișca și în sus. Controalele se pot schimba din opțiuni. Este un nivel doar cu asteroizi, acestia fiind centura de asteroizi dintre Marte și Jupiter. Noi inamici șefi au apărut, precum și o ediție specială de Crăciun. La penultimul nivel din fiecare rundă este un O.Z.N cu bonusuri, dar de multe ori păcălește jucătorul, spunând: No bonus!

## Chicken Invaders: Revenge of the Yolk
Chicken Invaders: Revenge of the Yolk este al treilea joc din serie. Jocul a fost lansat doar în ediția de Crăciun în 2006, apoi în ediție normală în 2007 și în 2010 a fost lansat ediția de Paști. Se reîntorc găinile dar cu o construcție foarte periculoasă, The Yolk-Star, acesta fiind inamic șef la ultimul nivel. Jocul are 120 de nivele, arme noi au fost introduse, precum Vulcan Chaingun, Lighting Frier, Plasma Rifle și Utensil Poker. Armele se supraîncălzesc dacă jucătorul trage încontinuu și va trebui să aștepte câteva secunde să se răcească, fiind vulnerabil în nivelele aglomerate. Gameplay-ul a fost radical îmbunătățit precum și grafica. Jucătorul obține medalii dacă îndeplinește anumite obiective și deblochează lucruri noi terminând jocul pe dificultăți diferite. Dificultățile sunt Rookie - Ușor; Veteran - Mediu; Superstar Hero - Greu. A fost introdusă muzica pe fundal făcând gameplay-ul mai distractiv. De asemenea, există și un nivel cu comete. Noi inamici șefi au apărut precum: U.C.O - Unidentified Chicken Object - Obiect de Pui Neidentificat, Oul necunoscut, Găina care se dezbracă, Gemenii, Găina clasică și alții. La penultimul nivel din fiecare rundă, exista comori în care sunt bani sau powerup-uri.

## Lista inamicilor șef
Mai jos veți găsi inamicii șefi din Chicken Invaders 2 și 3.
Comandatul este un inamic șef nu foarte periculos. Apare în nivelul 10. O grupă este foarte greu.
Inamicul șef Clasic apare în 2 și 3. El este puțin greu de învins. O grupă este greu. 
Oul Mamă este inamicul șef mare care apare în 2 și apare o data în 3. Este greu de învins. La finalul lui 2 este distrusă. Apare și în 3. Este ușor de învins. 
U.C.O este un OZN care are lasere și ouă. Apare doar în 3. În interiorul OZN-ului se vede o găina concentrată la butoane. Este distrusă în nivelul cu asteroizi în flăcări. 
Inamicul șef nud este o găina care poartă haine ce trebuie date jos. Apare de trei ori. 
Yolk Star este ultimul inamic șef din Chicken Invaders 3. Este foarte greu de învins. După ce coaja este distrusă, se vede oul-ochi care vrea să te atace. În cele din urmă, este distrus. 
Oul necunoscut din oțel apare doar în nivelul cu comete. Este greu de învins. Îl poți distruge repede cu rachetele.

## Coduri în Chicken Invaders 3
Chicken Invaders și Chicken Invaders 2 au Cheat-uri. Când a fost lansat Chicken Invaders 3, Cheats-urile sunt numai în versiunea originală cumpărată de la InterAction. De asemenea, cheats-urile sunt disponibile și în 4 și 5.

## Rating-uri
Chicken Invaders are un rating de ESRB Everyone. Jocul este plasat in categoria de violență ușoară.

## Chicken Invaders 4: Ultimate Omelette
Chicken Invaders 4: Ultimate Omlette este noul joc. Se poate descărca versiunea demo de pe site-ul oficial. A fost lansat în 2010. Puii se reîntorc cu o nouă invenție, tunul cu ouă. De data aceasta, au fost introduși sateliții, care sunt temporari și se obțin dintr-un container extraterestru la penultimul nivel din fiecare rundă. Sateliții sunt niște arme mai puternice decât cele obișnuite, dar mai slabe decât rachetele. În acest joc, gameplay-ul a fost îmbunătățit din nou. În unele nivele, nava spațială își modifică poziția. Este un nivel doar cu pene de pui. Noi arme - Photon Swarm, Boron Railgun, Positron Stream. Noi inamici șefi - Inamicul șef virtual, Robotul bucătar, Oul gigant, Tunul cu ouă și alții. Este și o ediție de Crăciun, una de Paști și una de Ziua Recunoștinței. Jucătorul trebuie să colecteze chei, pentru a debloca lucruri noi.

## Chicken Invaders 5: Cluck of the Dark Side
Chicken Invaders 5: Cluck of the Dark Side este cel mai nou joc din serie. A fost lansat în 2015. În acest joc îți poți personaliza nava. Au apărut noi inamici șefi - Meduza, Mașina de împrăștiat pene, Inima cristalelor, Cuibarul, Cubul de gheață, precum și noi arme - Corn Shotgun, Hypergun și Riddler. Acțiunea se petrece și pe alte planete, chiar și pe Pământ, nu doar în spațiu. Acest joc are Gameplay-ul cel mai dezvoltat din serie.

## Chicken Invaders Universe

### Introducere
Chicken Invaders Universe este cel mai nou joc din întreaga franciză, este un joc Indie, Casual, Multiplayer, Early Access ce a fost publicat de studiourile InterAction pe 15 Decembrie 2018 un site-ul oficial al jocului, o versiune mai nouă a fost lansată pe Steam pe 16 Aprilie 2021, datorită faptului că jocul este un Early Access, mai mult conținut urmează să fie adăugat, toți jucătorii care au instalat varianta aceasta pe Steam vor primi o medalie ''Early Access Participation''.

### Poveste
La fel ca în jocurile precedente, Chicken Invaders Universe se învârte în jurul unui univers alternativ în care găinile au căpătat o inteligență superioară și au cucerit universul, misiunea ta (și a tuturor celor ce joacă sau vor juca acest joc) este să salvezi lumea distrugând cât de multe găini se poate, dar datorită faptului că nivelele pot fi jucate ori de câte ori doriți, jocul nu are un final precis.

### Cerințe
Jocul are următoarele cerințe: Aveți nevoie de o memorie de 1 GB pentru a-l juca, Storage-ul cere 400 de MB disponibili, rulează pe versiunea DirectX 11 și este disponibil pentru utilizatorii de Windows 7, 8, 8.1 și 10, prin urmare, este un joc foarte mic și deloc pretențios în comparație cu multe alte jocuri care sunt lansate în acest an.

### Caracteristici
Când porniți aplicația, jocul vă indică faptul că nu e finisat și că s-ar putea să aibă câteva bug-uri și progresul dumneavoastră poate fi resetat, cu toate acestea, jocul nu a prezentat probleme până acum.
Jocul are o mulțime de caracteristici fantastice, este primul joc din franciză în care puteți să explorați întreaga galaxie și să călătoriți prin diverse sisteme stelare (la începutul jocului veți fi teleportat într-un sistem stelar aleatoriu).
Pe lângă magazinele galactice (Galactic Stores) au fost adăugate și magazine regionale (Regional Stores) unde puteți cumpăra produse cu prețuri mai mici.
Au fost create competiții, acestea sunt disponibile când faceți parte dintr-un Squadron (grup).
Misiunile sunt generate aleatoriu, când explorați un sistem stelar nou, pe fiecare planetă veți avea nivele cu dificultăți diferite și ''valuri'' (wave-uri) diferite.
Nu în ultimul rând customizările, puteți customiza orice la acest joc, puteți să vă modificați culorile și aspectul navei dumneavoastră, a background-ului, muzica, culorile tuturor meniurilor în timpul jocului, până și felul în care doriți să jucați, vă puteți cumpăra și dificultăți, puteți face un loadout personalizat pentru a folosi orice armă doriți la începutul nivelului (după ce ați cumpărat-o din Store).

### Nivele
Nivelele sunt de mai multe feluri, există nivele clasice unde nava dumneavoastră poate fi mișcată doar orizontal la fel ca în primele jocuri din franciză, există nivele obișnuite unde vă luptați cu diferite grupuri de găini (și ocazional extratereștrii) iar la finalul fiecărui wave apare un boss sau miniboss, alte nivele sunt scurte dar pe fiecare wave au câte un boss diferit și nu în cele din urmă există nivele unde puteți ataca roboți care livrează mâncare. În joc, mâncarea poate fi vândută pentru a primii bani, acele nivele sunt special făcute să includă mai multă mâncare. 

### Stil de joc
Stilul de joc este la fel ca în jocurile precedente, trebuie să distrugeți găini pentru a obține mâncare și să salvați lumea, cu banii obținuți din mâncarea vândută vă puteți cumpăra item-uri, acestea sunt diferite de celelalte jocuri, aveți o întreagă varietate, puteți cumpăra extra vieți, canistre de răcire pentru a nu vă suprasolicita nava, extra slot-uri pentru a putea căra mai multe item-uri într-un nivel, scuturi anti-electricitate (pentru planetele fulgeroase) scuturi anti-căldură (pentru stele), stabilizator de gravitație, un droid de orbită (ce vă poate găsi nivele interesante cât sunteți offline), bombe care sunt folosite doar atunci când pierdeți o viață,  și multe altele.

### Arme
Fiecare armă are un nivel de încărcare și pentru a crește acel nivel trebuie să colectați cadouri sau energie, fiecare cadou este customizat de culoarea muniției cu care trageți, astfel sunt schimbate armele în timpul jocului.

### Medalii și Trofee
După ce ați terminat un nivel, vă sunt prezentate medaliile și trofeele pe care le-ați câștigat la nivelul respectiv, câteva sunt disponibile la fiecare nivel pe care îl jucați, acestea fiind trofeele de dificulate, primiți un trofeu în funcție de dificultatea pe care o aveți. Există medalii pentru colectare aproape completă de mâncare, pentru distrugerea aproape tuturor găinilor dintr-un singur wave, alta pentru un nivel întreg fără a pierde nicio viață, alta pentru un nivel întreg fără a vă suprasolicita nava și așa mai departe.

### Licența Chicken Hunter
Jocul vine și cu o ofertă pentru cei ce vor să-l susțină, există un fel de V.I.P. numit ''Chicken Hunter License'' așa cum sugerează numele, este o licență pe care o cumpărați pentru a debloca multe dintre costumizările V.I.P. cât și o multitudine de nivele mai interesante și adeseori mai grele, cel mai important lucru este că cei ce cumpără licența și-au asigurat contul pe viață, chiar și dacă sunt inactivi sau își șterg contul de Steam, cei care nu au licența riscă să-și piardă contul dacă sunt inactivi.
Rating-urile primite au fost extrem de pozitive, în special din partea utilizatorilor de Steam, jocul a primit nota 9 din 10, un review extrem de pozitiv, 97% dintre cei care l-au jucat au apreciat jocul.